# Elizabeth Marvel
Elizabeth Marvel (Orange County, California, 27 de noviembre de 1969) es una actriz estadounidense, reconocida por sus papeles de Nancy Parras en The District y Heather Dunbar en House of Cards.

## Carrera
Marvel nació en el condado de Orange, California, y creció en Mohnton, Pensilvania. Desde inicios de la década de 1990 ha aparecido en obras de teatro fuera de Broadway. Marvel primero ganó una amplia atención en la televisión, con sus cuatro temporadas interpretando el papel regular de Nancy Parras en la serie de la CBS The District (2000-04). Interpretó toda una serie de papeles invitados y recurrentes en Lights Out, Law & Order: Special Victims Unit, Nurse Jackie, Person of Interest, 30 Rock, The Good Wife y The Newsroom.
En cine, Marvel ha aparecido en Burn After Reading (2008), dirigida por los hermanos Coen y en True Grit (2010) como Mattie Ross. Apareció en The Bourne Legacy (2012), Lincoln (2012), Hyde Park on Hudson (2012) y The Meyerowitz Stories (2017). Interpretó a Heather Dunbar en el drama político de Netflix House of Cards y a Elizabeth Keane en Homeland.

## Filmografía

### Cine
| Año  | Título                            | Rol              | Notas     |
| ---- | --------------------------------- | ---------------- | --------- |
| 2000 | Ten Hundred Kings                 | Caroline Shepard |           |
| 2005 | The Dying Gaul                    | Kelli Cartonis   |           |
| 2008 | The Guitar                        | Ma Wilder        |           |
| 2008 | Pretty Bird                       | Tonya Honeycutt  |           |
| 2008 | Synecdoche, New York              |                  |           |
| 2008 | Burn After Reading                | Sandy Pfarrer    |           |
| 2009 | A Dog Year                        | Margo            |           |
| 2009 | The Other Woman                   | Pia              |           |
| 2010 | Holy Rollers                      | Elka Gold        |           |
| 2010 | Goldstar, Ohio                    | Edie Deyarmin    | Corto     |
| 2010 | True Grit                         | Mattie Ross      | Narradora |
| 2011 | Somewhere Tonight                 | Martha           |           |
| 2012 | The Bourne Legacy                 | Connie Dowd      |           |
| 2012 | Hyde Park on Hudson               | Missy            |           |
| 2012 | Living in the Age of Surveillance | Alicia Corwin    |           |
| 2012 | Lincoln                           | Jolly            |           |
| 2014 | A Most Violent Year               | Rose             |           |
| 2015 | Aloha                             | Natalie          |           |
| 2015 | Consumed                          | Connie Conway    |           |
| 2015 | Peacock Killer                    | Sheriff          | Corto     |
| 2016 | The Congressman                   | Rae Blanchard    |           |
| 2016 | The Phenom                        | June Epland      |           |
| 2017 | Gifted                            | Gloria Davis     |           |
| 2017 | The Meyerowitz Stories            | Jean             |           |
| 2018 | The Land of Steady Habits         | Sophie Ashford   |           |
| 2019 | Swallow                           | Katherine        |           |
| 2023 | El color púrpura                  | Miss Millie      |           |

### Televisión
| Año           | Título                            | Rol                      | Notas                                       |
| ------------- | --------------------------------- | ------------------------ | ------------------------------------------- |
| 1998          | Homicide: Life on the Street      | Amy Marshall             | Episodio: "Abduction"                       |
| 1998          | A Will of Their Own               | Diana                    | Episodio: "#1.1"                            |
| 1999          | New York Undercover               | Eve Flemming             | Episodio: "Catharsis"                       |
| 2000–2004     | The District                      | Det. Nancy Parras        | 88 episodios                                |
| 2001          | Law & Order: Criminal Intent      | Sylvia Moon              | Episodio: "Art"                             |
| 2005          | Law & Order: Criminal Intent      | Jenny Herne              | Episodio: "Prisoner"                        |
| 2007          | Kidnapped                         | Madeleine                | 2 episodios                                 |
| 2009          | 30 Rock                           | Emily                    | Episodio: "Jackie Jormp-Jomp"               |
| 2008–2009     | Law & Order                       | Abogada Grubman          | 2 episodios                                 |
| 2009          | The Good Wife                     | Lauren Chatham           | Episodio: "Home"                            |
| 2009          | American Masters                  | Louisa May Alcott        | Episodio: "The Woman Behind 'Little Women'" |
| 2009–2010     | Nurse Jackie                      | Ginny Flynn              | 3 episodios                                 |
| 2010          | Law & Order: Special Victims Unit | Dra. Frantz              | Episodio: "Savior"                          |
| 2011          | Lights Out                        | Margaret Leary           | 9 episodios                                 |
| 2012          | The Newsroom                      | Sharon                   | Episodio: "We Just Decided To"              |
| 2012–2017     | Law & Order: Special Victims Unit | Rita Calhoun             | 13 episodios                                |
| 2012–2015     | Person of Interest                | Alicia Corwin            | 6 episodios                                 |
| 2013          | Betrayal                          | Janet                    | Episodio: "...Nice Photos"                  |
| 2013          | Blink                             | Helen Trask              | Piloto de televisión sin vender             |
| 2013          | White Collar                      | Dra. Mara Summers        | Episodio: "Controlling Interest"            |
| 2013          | Elementary                        | Cassandra Walker         | Episodio: "Tremors"                         |
| 2014–2016     | House of Cards                    | Heather Dunbar           | 23 episodios                                |
| 2015          | Fargo                             | Constance Heck           | 5 episodios                                 |
| 2017–presente | Homeland                          | Elizabeth Keane          | 24 episodios                                |
| 2018-presente | Manifest                          | Kathryn Fitz / The Major | 13 episodios                                |
| 2019          | Helstrom                          | Victoria Helstrom        | 6 episodios                                 |
| 2023          | Love and Death                    | Jackie Ponder            | TBA                                         |